# 王守道
王守道（？—1270年），字仲履，元朝真定府平山县（今河北省平山县）人。 
王守道开始担任真定主簿，后为河北西路兵马都元帅史天倪府属经历。当时金朝降将武仙署副帅，王守道察觉他有异志，请史天倪早做准备。史天倪不察，被武仙所害。武仙据城反元，捉住王守道家人胁诱。王守道不顾。后与史天泽击败武仙。后任行军参谋，兼检察使。中统三年（1262年）为真定等路万户府参谋。至元七年去世。至大元年，特赠銀青荣禄大夫、大司徒、追封寿国公、諡忠惠。元仁宗即位，加推忠協力秉義功臣、金紫光禄大夫、大司徒、上柱国。